# Excirolana geniculata
Excirolana geniculata is een pissebed uit de familie Cirolanidae. De wetenschappelijke naam van de soort is voor het eerst geldig gepubliceerd in 1971 door Jones.